# Mohora
Mohora é um município da Hungria, situado no condado de Nógrád. Tem 15,95 km² de área e sua população em 2015 foi estimada em 960 habitantes.